# Wolfgang Löwe
Wolfgang Löwe (ur. 14 czerwca 1953 w Suhl) – niemiecki siatkarz, medalista igrzysk olimpijskich.

## Życiorys
Löwe był w składzie reprezentacji Niemiec Wschodnich na  igrzyskach 1972 odbywających się w Monachium. Zagrał w trzech meczach fazy grupowej oraz w przegranym finale z Japonią.
Grał w klubie SC Leipzig, z którym 5 razy z rzędu wywalczył mistrzostwo krajowe w latach 1972-1976.